# アンドレイ・ミフネビッチ
アンドレイ・ミフネビッチ（ベラルーシ語:Андрэй Міхневіч、ローマ字:Andrei Anatolyevich Mikhnevich、1976年7月12日 - ）は、ベラルーシの陸上競技選手。マヒリョウ州バブルイスク出身。

## 経歴
ミフネビッチは、砲丸投の選手で、1999年の世界室内選手権に出場し19m44で8位。翌2000年、初めてのオリンピック出場となるシドニーオリンピックでは決勝に進出し、19m48で9位。2001年のエドモントンの世界選手権で10位となっている。しかし、この後、ドーピング違反が発覚し、2年間の出場停止処分を受けた。
2003年、パリの世界選手権直前に復帰し、復帰初戦で21m66の好記録を樹立。2週間後の世界選手権でも自己ベストとなる21m69を投げ、復帰後いきなり世界チャンピオンに輝いた。また、同年のユニバーシアードでも勝利している。
2004年、ブダペストで行われた世界室内選手権では20m50を投げたものの6位に終わる。夏に行われたアテネオリンピックでも20m60で5位にとどまっている。2005年、2度目のベラルーシチャンピオンに輝くが、ヘルシンキの世界選手権では、20m74で6位に終わった。
2006年、モスクワで行われた世界室内選手権は、21m37でアメリカのリース・ホッファに次いで銀メダル、さらに夏にヨーテボリで行われたヨーロッパ選手権でも21m11で、ドイツのラルフ・バルテルスに次いで銀メダルと、この年、2つの国際大会で銀メダルを獲得した。また翌年の2007年、大阪で行われた世界選手権においても、21m27でアメリカのホッファ、アダム・ネルソンに次いで銅メダルを獲得している。
2008年、3回目のオリンピックとなる北京オリンピックに出場。21m05で、ポーランドのトマシュ・マエフスキ、アメリカのクリスチャン・カントウェルに次ぎ3位で銅メダルとなり、オリンピックで初めてのメダルを獲得した。また、この大会、妻のナタリア・ミフネビッチも女子砲丸投で銀メダルを獲得。夫婦でメダリストとなった。
しかし2013年、再びドーピングが発覚したため2006年以降の記録がすべて抹消され、永久追放された。

## 主な実績
| 年   | 大会                               | 場所                     | 種目   | 結果      | 記録  |
| ---- | ---------------------------------- | ------------------------ | ------ | --------- | ----- |
| 1999 | 世界室内陸上選手権                 | 前橋(日本)               | 砲丸投 | 8位       | 19m44 |
| 1999 | 世界陸上選手権                     | セビリヤ(スペイン)       | 砲丸投 | 24位（q） | 18m93 |
| 2000 | オリンピック                       | シドニー(オーストラリア) | 砲丸投 | 9位       | 19m48 |
| 2001 | 世界陸上選手権                     | エドモントン(カナダ)     | 砲丸投 | 10位      | 20m42 |
| 2003 | 世界陸上選手権                     | パリ(フランス)           | 砲丸投 | 1位       | 21m69 |
| 2003 | ユニバーシアード                   | 大邱(韓国)               | 砲丸投 | 1位       | 20m76 |
| 2003 | IAAFワールドアスレチックファイナル | モンテカルロ(モナコ)     | 砲丸投 | 3位       | 20m51 |
| 2004 | 世界室内陸上選手権                 | ブダペスト(ハンガリー)   | 砲丸投 | 6位       | 20m50 |
| 2004 | オリンピック                       | アテネ(ギリシャ)         | 砲丸投 | 5位       | 20m60 |
| 2005 | 世界陸上選手権                     | ヘルシンキ(フィンランド) | 砲丸投 | 6位       | 20m74 |

- qは予選